# Oberliga Niedersachsen Ost
De Oberliga Niedersachsen Ost was van 2008 tot 2010 een van de hoogste amateur divisies in het Duitse voetbal. De liga werd in 2008 gestart nadat de Oberliga Nord na de invoering van de 3. Liga werd opgeheven. In deze klasse spelen verenigingen uit het oostelijk deel van de deelstaat Nedersaksen. De winnaar speelde een promotiewedstrijd tegen de winnaar van de Oberliga Niedersachsen West voor een plaats in de Regionalliga Nord. Na twee seizoenen werden beide Oberliga's verenigd in één grote Oberliga Niedersachsen.

## Kampioenen
| Jaar | Kampioen                  |
| ---- | ------------------------- |
| 2009 | Goslarer SC 08            |
| 2010 | Eintracht Braunschweig II |

SV Ahlerstedt/Ottendorf ·
SV Blau Weiß Bornreihe ·
Eintracht Braunschweig II ·
FT Braunschweig ·
BSV Ölper 2000 ·
SV Rot-Weiss Cuxhaven ·
SV Drochtersen-Assel ·
MTV Gifhorn ·
SVG Göttingen 07 ·
TuS Heeslingen ·
VfV Borussia 06 Hildesheim ·
FC Hansa Lüneburg ·
FC Eintracht Northeim ·
VSK Osterholz-Scharmbeck ·
TSV Ottersberg ·
TuS Güldenstern Stade ·
Lupo Martini Wolfsburg